# واين بيرغيرون
واين بيرغيرون (بالإنجليزية: Wayne Bergeron)‏ هو بواق أمريكي، ولد في 16 يناير 1958 في هارتفورد في الولايات المتحدة.

## وصلات خارجية
- واين بيرغيرون على موقع ميوزك برينز (الإنجليزية)
- واين بيرغيرون على موقع أول ميوزيك (الإنجليزية)
- واين بيرغيرون على موقع ديسكوغز (الإنجليزية)